# Иван Преснаков
Иван Михалев Преснаков български националреволюционер.

## Биография
Иван Преснаков е роден през 1852 г. в град Севлиево. Петото дете в голямото семейство на преселника от село Ловнидол Михал Преснаков. Завършва Хаджистояновото училище в Севлиево. Захваща се с търговия и отваря магазин до този на баща си. Създава семейство със севлиевката Ганка Иванова Яранова. Скоро се ражда единственото им дете Стефания.
Неговите интереси не се заключват само в кръга на семейството и работата в магазина. Заедно с добрите си приятели Стефан Пешев, Йонко Карагьозов и Ватьо Манев е активен член на Севлиевското читалище „Росица“. Един от спомоществователите на книгата на отец Матей Преображенски издадена през 1872 г.
Участва при възстановяването на Севлиевския частен революционен комитет на ВРО през 1875 г. При сформиране на ръководството е избран за агитатор на революционната идея в околията. След полагането на клетва напълно се отдава на святото дело. Скромността и авторитетът, които има като занаятчия и честен търговец, му помага за привличането на нови съмишленици. Заедно със Стефан Пешев закупува оръжие и барут, събират пари за комитетските нужди. Според неговите първи биографии:
„... за нуждите на комитета не си скъпял никога кесията“.
По време на обиколка в балканския край, Стефан Пешев и Иван Преснаков разбират за избухналото в Южна България Априлско въстание. Изпратен е в Габрово, за да уточни започването на въстанието. На връщане се отбива в няколко села, за да ги извести и подготви за очакваното събитие. Когато се връща в Севлиево, разбира за залавянето на Стефан Пешев и други революционери. Успява да се срещне с Йонко Карагьозов, за да унищожат някои уличаващи ги материали, а после се укрива в бащината си къща. Според някои изследователи след предателство е заловен и разпитван в севлиевския конак. Откаран е във Велико Търново. След дълго следствие е осъден от Търновския военнополеви съд на смърт чрез обесване. Присъдата е изпълнена на 2 юли 1876 г. в град Севлиево. Обесен е заедно с Ради Попмихов, Павли Венков, Велчо Ночев, Христо Филев и Никола Дабев.
Иван Преснаков е погребан при църквата „Свети Пророк Илия“. Върху северната ѝ страна е поставена възпоменателна плоча през 1995 г. Улица в град Севлиево е наименувана „Иван Преснаков“.